# 兴江乡
兴江乡，是中华人民共和国江西省赣州市兴国县下辖的一个乡镇级行政单位。

## 行政区划
兴江乡下辖以下地区：
江口社区、陈也社区、江口村、塘背村、小溪村、墅田村、桐林村、大岭村、段水村、南村、杉村、坳背村和陈也村。